# دانشگاه لوکزامبورگ
دانشگاه لوکزامبورگ (فرانسوی: Université du Luxembourg؛ آلمانی: Universität Luxemburg؛ لوکزامبورگی: Universitéit Lëtzebuerg) یک دانشگاه تحقیقاتی دولتی در لوکزامبورگ است.

## پیشینه
دانشگاه لوکزامبورگ در سال ۲۰۰۳ با ترکیب چهار مؤسسه آموزشی و تحقیقاتی موجود تأسیس شد. این دانشگاه تنها دانشگاه دولتی در لوکزامبورگ است.

## توضیحات

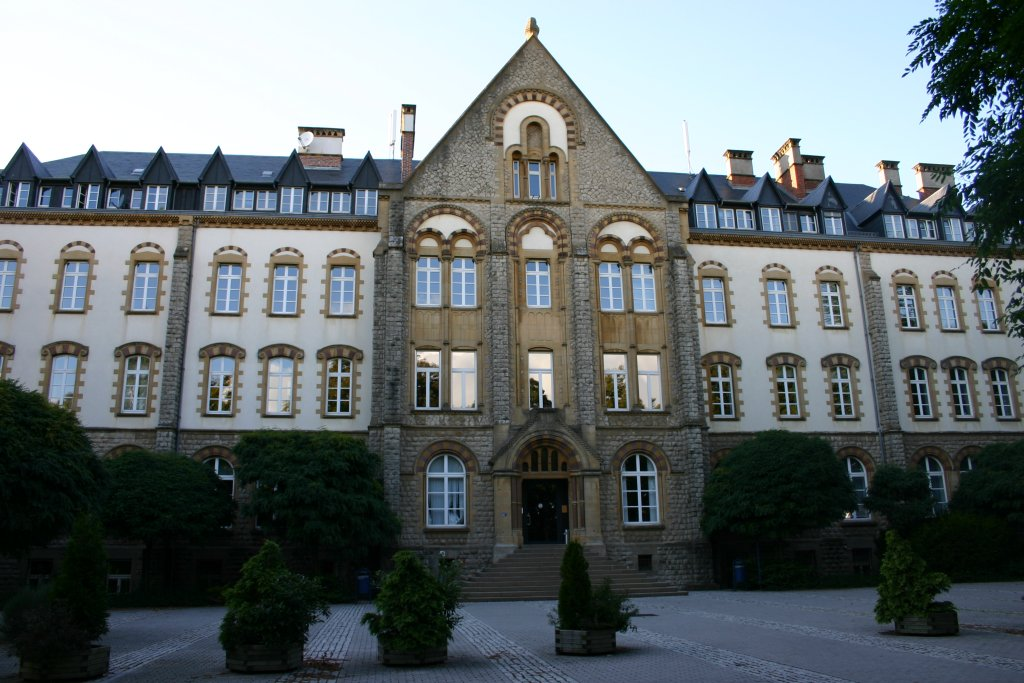
ساختمان اصلی پردیس دانشگاه لوکزامبورگ در لیمپرشبرگ

این دانشگاه دارای سه پردیس است: پردیس بلوال (Belval)، پردیس کیرشبرگ (Kirchberg) و پردیس لیمپرشبرگ (Limpertsberg). پردیس اصلی دانشگاه پردیس بلوال است که در شهر اش-سور-آلزت قرار دارد.
این دانشگاه توسط هیئت رئیسه، رئیس و شورای دانشگاه اداره می‌شود. رئیس فعلی دانشگاه لوکزامبورگ پروفسور ینس کرایزل است.

### دانشگاه

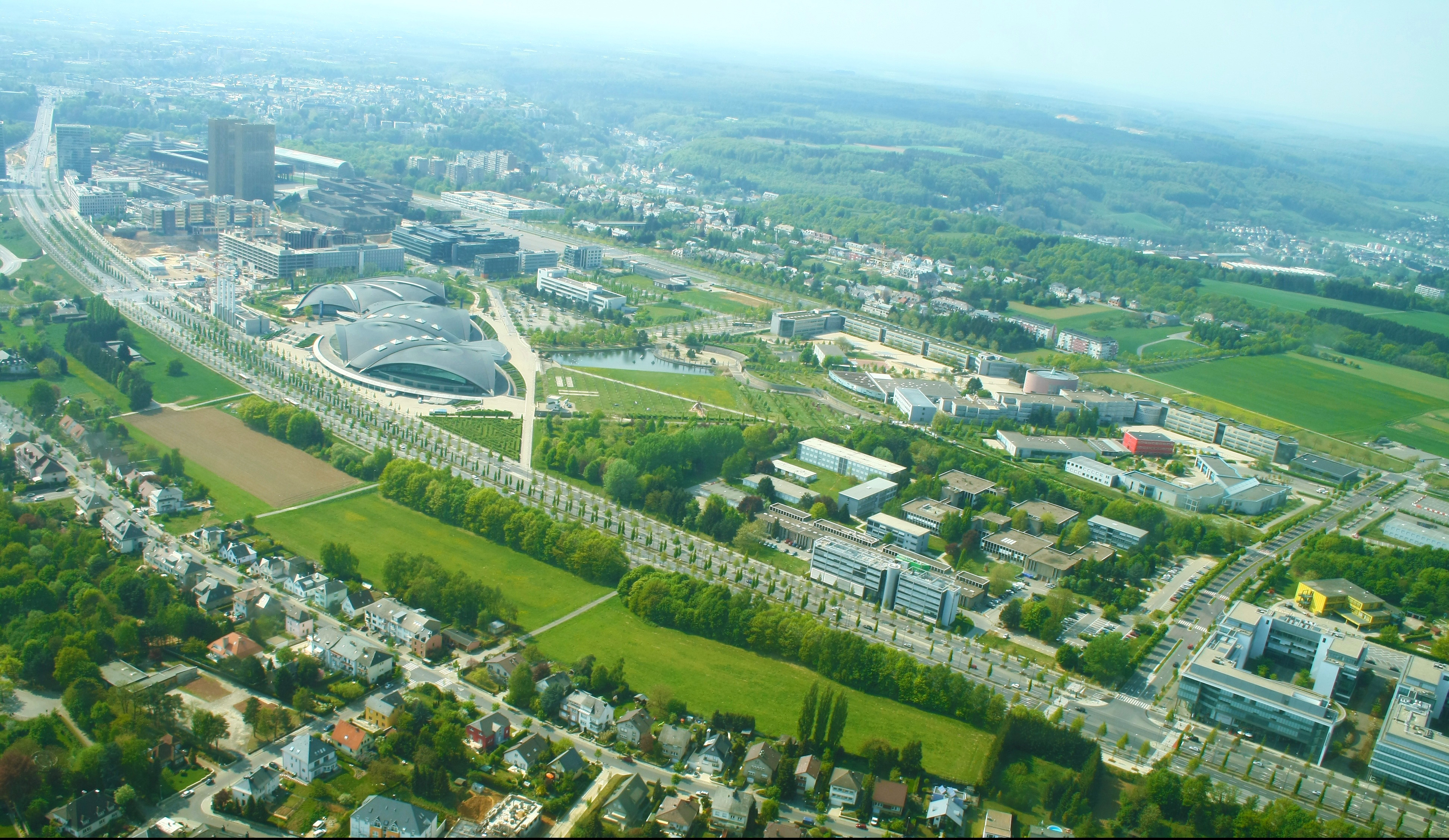
تصویری هوایی از محوطه دانشگاه لوکزامبورگ در کیرشبرگ

این دانشگاه چهارده عنوان مدرک کارشناسی و همچنین چهل و دو عنوان مدرک کارشناسی ارشد و دکترا ارائه می‌دهد. مدرک کارشناسی نیاز به گذراندن یک ترم در خارج از کشور دارد. این دانشگاه همچنین شانزده دوره آموزش حرفه ای و آموزش مادام العمر ارائه می‌دهد.
دانشگاه لوکزامبورگ، دانشگاهی چندزبانه است. دوره‌ها به‌طور کلی به دو زبان فرانسوی و انگلیسی یا فرانسوی و آلمانی تدریس می‌شوند. برخی از دوره‌ها به سه زبان و برخی دروس به‌طور کامل به زبان انگلیسی تدریس می‌شوند.
این دانشگاه دارای سه دانشکده است: دانشکده علوم، فناوری و پزشکی؛ دانشکده حقوق، اقتصاد و دارایی؛ دانشکده علوم انسانی، آموزش و پرورش و علوم اجتماعی. همچنین دانشگاه دارای سه مرکز بین رشته‌ای نیز است: مرکز بین رشته‌ای امنیت، قابلیت اطمینان و اعتماد (SnT)؛ مرکز لوکزامبورگ برای سیستم‌های زیست پزشکی (LCSB)؛ مرکز تاریخ معاصر و دیجیتال لوکزامبورگ (C²DH). همه دانشکده‌ها برنامه‌های کارشناسی، کارشناسی ارشد، دکترا و حرفه ای را ارائه می‌دهند.

#### دنیاگیری کووید ۱۹
در طول همه‌گیری COVID-19 در لوکزامبورگ به عنوان بخشی از همه‌گیری جهانی COVID-19، دانشگاه به یادگیری از راه دور و بعداً یادگیری ترکیبی روی آورد.

### جمعیت‌شناسی
تا مارس ۲۰۲۱، دانشگاه لوکزامبورگ ۶۷۸۳ دانشجو، ۹۵۰ داوطلب دکترا، ۲۲۴۵ کارمند، ۱۴۲۰ کارمند علمی و ۲۸۳ استاد داشت.
در سال ۲۰۲۱، این دانشگاه دارای ۴۸۵۸ دانشجوی تمام وقت بود و نسبت دانشجو به کارکنان ۱۹ بود. در سال ۲۰۲۱، ۵۱ درصد از دانشجویان این دانشگاه دانشجویان بین‌المللی بودند.

### رتبه‌بندی‌ها
رتبه‌بندی دانشگاه‌های جهانی تایمز، دانشگاه لوکزامبورگ را در رتبه‌بندی دانشگاه‌های جهانی ۲۰۲۰ در رتبه ۲۰۱–۲۵۰ و در رتبه‌بندی دانشگاه‌های جوان در سال ۲۰۲۰ رتبه ۱۲ را به خود اختصاص داد. بر اساس این رتبه‌بندی، دانشگاه از لحاظ داشتن چشم‌انداز بین‌المللی در جایگاه چهارم دنیا قرار می‌گیرد. همچنین طبق این رتبه‌بندی در سال ۲۰۲۲، دانشگاه لوکزامبورگ در جایگاه ۱۰۱ تا ۱۲۵ دنیا در حوزه علوم کامپیوتر قرار می‌گیرد.

## پژوهش
در مارس ۲۰۲۱، دانشگاه لوکزامبورگ دارای ۱۰۰۰ پروژه تحقیقاتی در حال انجام و ۱۱۴ پروژه Horizon 2020 بود. در سال ۲۰۲۰، محققان دانشگاه ۲۱۰۴ نشریه تولید کردند.

## افراد سرشناس
دانشگاه لوکزامبورگ بیش از ۱۱۰۰۰ فارغ‌التحصیل دارد.

### اعضای هیئت علمی سرشناس
- الکس بریوکوف (رمزنگار)[۱۲]
- رابرت بریسارت (فیلسوف)[نیازمند منبع]
- امیل هاگ (مورخ، رئیس ملی کنفدراسیون کارمندان دولت)[۱۳]
- دیتمار هایدمن (فیلسوف)[۱۴]
- نوربرت فون کونیتسکی (اقتصاددان، تاجر و رئیس دانشگاه)[۱۵]
- ژان پل لنرز (تاریخ‌دان)[۱۶]
- جین پیفر (مورخ ریاضیات)[۱۷]
- مارتین شلیشن مایر (ریاضی‌دان)[۱۸]
- اما شیمانسکی (شیمیدان، مهندس محیط زیست)[۱۹]
- فرانسوا تاوناس (مهندس و پژوهشگر)[۲۰]
- لئون ون در توره (دانشمند علوم رایانه)[۲۱]
- رنه واگنر (روزنامه‌نگار، جامعه‌شناس، مورخ و سیاستمدار سابق)[۲۲]
- فولکر زوتز (فیلسوف، محقق مطالعات دینی، بوداشناس)[۲۳]

### فارغ‌التحصیلان سرشناس
- جونا برنارد (سیاستمدار لوکزامبورگی)[۲۴]
- امین مکی مدنی (وکیل، دیپلمات، فعال حقوق بشر و فعال سیاسی سودانی)[۲۵]
- ژان پل پیر (ریاضی‌دان)[۲۶]
- ژان فرانسوا ریچارد[۲۷] (اقتصاددان، معاون بانک جهانی)[۲۸]